# مردم میزو
مردم میزو (Lushai) یک گروه قومی تبتی-برمه ای بومی ایالت میزورام هند و مناطق همجوار شمال شرقی هند هستند. آنها به قوم کوکی و قوم چین مربوط هستند. اصطلاح میزو چندین گروه قومی مرتبط یا قبیله را در بر می‌گیرد.
ایالت میزورام کنونی هند (به معنای میزولند یا سرزمین میزوها) از نظر تاریخی ناحیه لوشای نامیده می‌شد. کلمه "Lushai" یک ترجمه انگلیسی "Lusei" است که اکنون منسوخ شده‌است. ناحیه لوشای در زمان راج بریتانیا به عنوان یک منطقه محروم و به عنوان ناحیه ای از آسام در هند مستقل تعریف شد.